# Kładka Pamięci
Kładka Pamięci – pomnik w formie instalacji artystycznej znajdujący się na ul. Chłodnej przy skrzyżowaniu z ul. Żelazną w Warszawie. Upamiętnia drewniany most istniejący w tym miejscu w getcie warszawskim w 1942.
Pomnik powstał jako element zrealizowanego w latach 2010–2011 projektu rewitalizacji wschodniego odcinka ulicy Chłodnej. 

## Kontekst historyczny miejsca
Drewniany most nad ulicą Chłodną, wyłączoną z warszawskiego getta z uwagi na jej ważne znaczenie komunikacyjne, był największą z czterech tego rodzaju konstrukcji na terenie dzielnicy zamkniętej. Został zbudowany na wysokości drugiego piętra pomiędzy kamienicami pod adresami Chłodna 23 i 26. Miał ułatwić Żydom przemieszczanie się pomiędzy południową i północną częścią getta (tzw. małym i dużym gettem) przez ruchliwe skrzyżowanie z ulicą Żelazną. Mieszkańcy getta mogli z niego zobaczyć niedostępną dla nich część Warszawy, dlatego bywał nazywany mostem westchnień.
Most, zaprojektowany przez niemiecką firmę Schmied i Muentzermann, został oddany do użytku 26 stycznia 1942. Ruch kołowy w dalszym ciągu odbywał się ulicą Żelazną (po zmianach granic getta jesienią 1941 mur getta został przesunięty na środek ulicy). Ruch na skrzyżowaniu regulowali polscy i żydowscy policjanci za pomocą specjalnej bramy.
Wysoki most, wzniesiony w pobliżu ważnego skrzyżowania nad przelotową ulicą Chłodną, stał się jednym z symboli podzielonego przez Niemców miasta. Został rozebrany po zmniejszeniu obszaru getta w czasie wielkiej akcji deportacyjnej i włączeniu jego części położonej na południe od ulicy Leszno do „aryjskiej” części Warszawy w sierpniu 1942.

## Opis
Pomnik składa się z dwóch par ponad dziesięciometrowych słupów ustawionych po obu stronach ulicy. Zostały one obłożone okładziną z brązu krzemowego, mającego przypominać drewniane belki mostu. Pomiędzy słupami rozpięto cztery światłowody o długości 27 metrów, wyznaczające miejsce, w którym znajdował się podest i poręcze mostu. 
W zamierzeniu projektanta instalacji, Tomasza Leca, ma być ona strukturą niejednoznaczną służącą kontemplacji – inną w świetle słonecznym, w deszczu i w nocy. Po włączeniu iluminacji po zapadnięciu zmroku białe linie światła wyznaczą w powietrzu pustą i niedostępną przestrzeń, a cienie rzucane przez umieszczone na wysokości ośmiu metrów dwa małe ekrany mają stwarzać iluzję, że po kładce poruszają się ludzie.
W dwóch słupach ustawionych po północnej stronie Chłodnej zamontowano cztery stereoskopy, w których można obejrzeć trójwymiarowe zdjęcia mostu oraz usłyszeć dźwięki przejeżdżających tramwajów, tupot ludzkich stóp na schodach mostu i śpiew żydowskiego kantora.
Instalacja została uruchomiona 1 października 2011 wraz z oddaniem do użytku przebudowanego odcinka ulicy Chłodnej. Jest trzecim znajdującym się na skrzyżowaniu upamiętnieniem drewnianego mostu z 1942, po odsłoniętym w kwietniu 2007 muralu Tam była kładka i ustawionym w listopadzie 2008 jednym z 22 pomników granic getta.

## Galeria

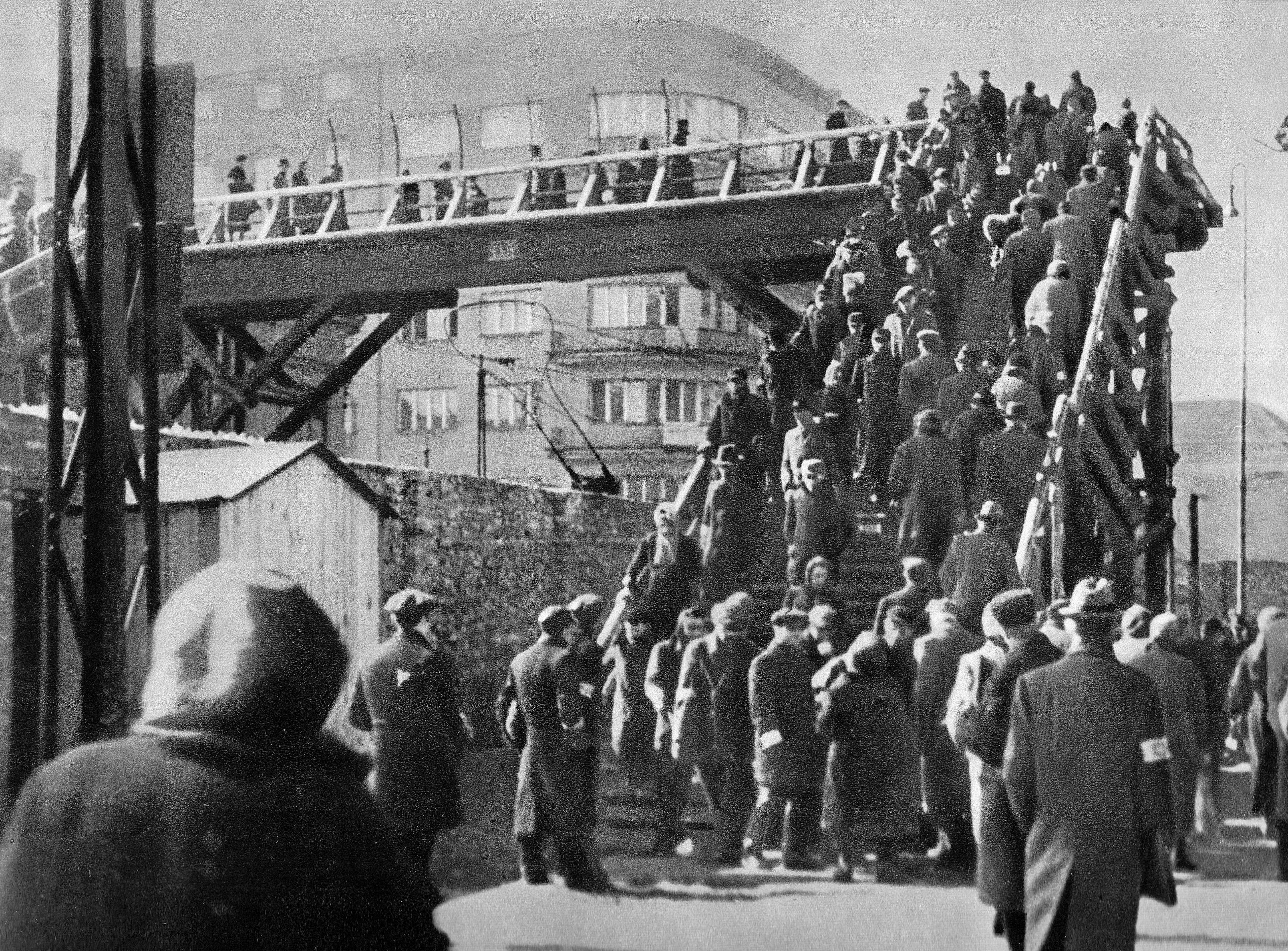
Północne wejście na most
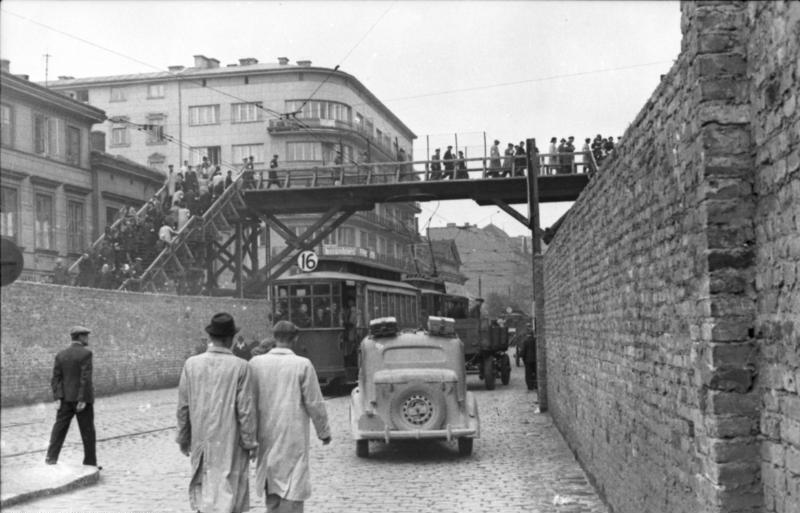
Most nad Chłodną widziany z poziomu ulicy, widok w kierunku zachodnim
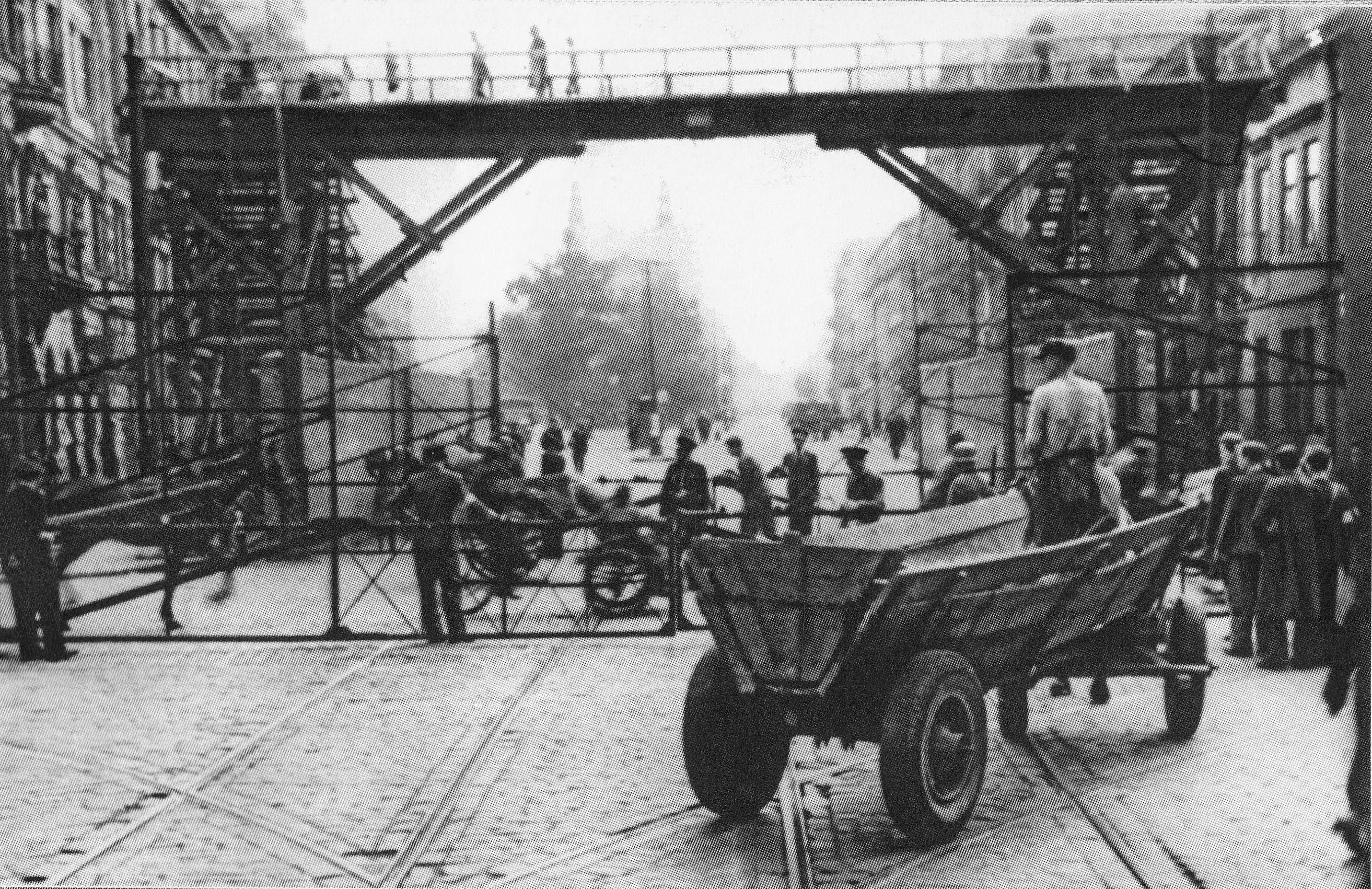
Most od strony zachodniej, widoczny kościół św. Karola Boromeusza
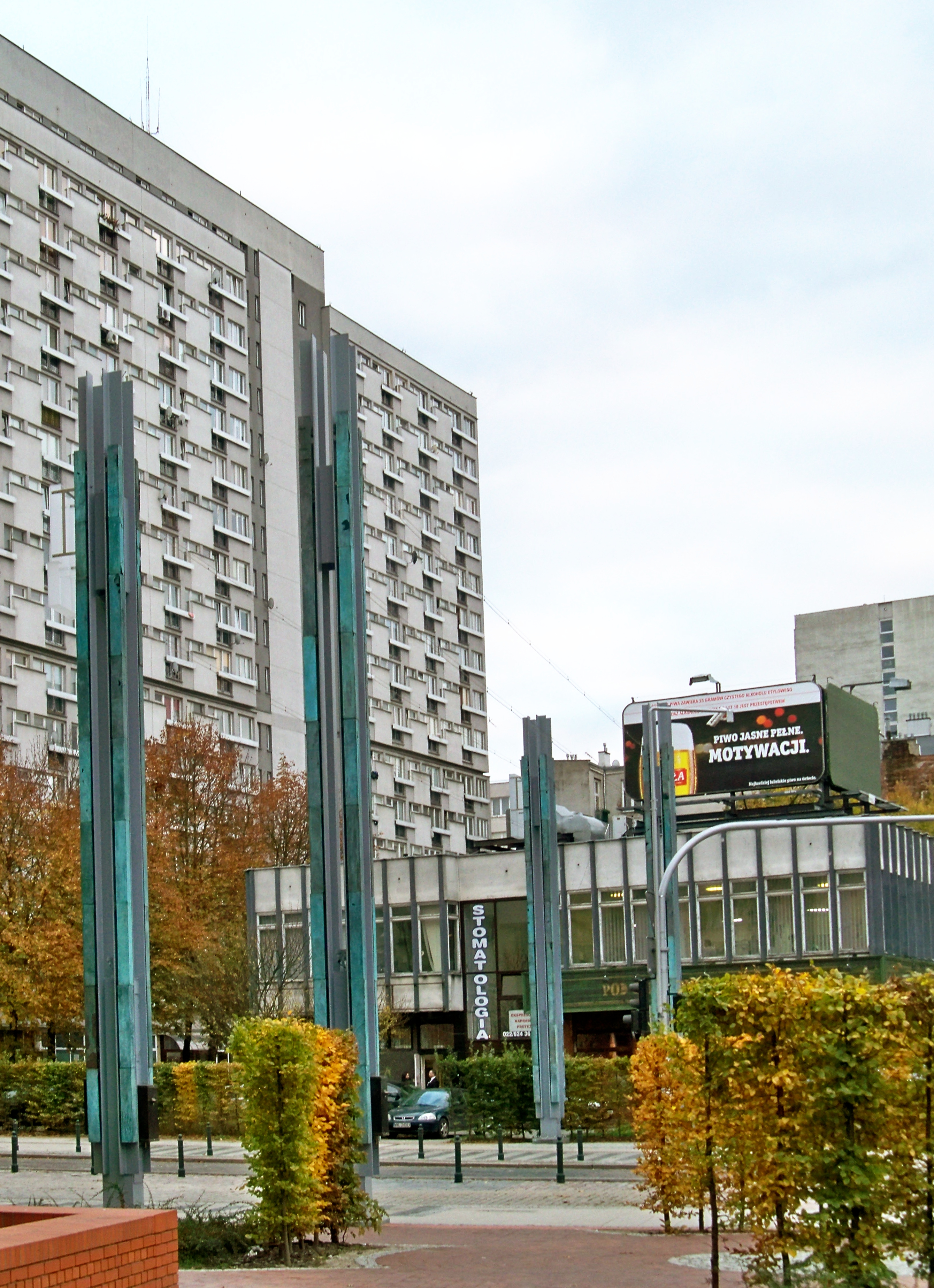
Instalacja w świetle dziennym